# طيران أطلس إكسبريس
طيران أطلس إكسبريس (منظمة الطيران المدني الدولي : AXP) (رمز الطيران: ATLAS EXPRESS)، هي شركة طيران تقع في المغرب. بدأت أنشطتها في 20 ديسمبر، عام 2002، وأوقفت في عام 2004.